# Подотрасль права
Подотрасль права — крупная группа правовых норм, состоящая из ряда институтов в составе отрасли права и регулирующая близкие отношения определённого вида.

## Признаки
Ближайшими структурными элементами системы права являются отрасль права и институт права. С учётом этого, выделяют следующие признаки:
- подотрасль представляет собой совокупность однородных институтов, имеющих специфический определённый предмет регулирования (которого недостаточно для выделения в отдельную отрасль);
- наличие общего института или группы институтов, к которым могут применяться единые положения законодательства;
- однородность общественных отношений, которые подлежат регулированию с их одновременным обособлением в составе отрасли[1].

С развитием общественных отношений и появлением новых институтов подотрасли могут становиться самостоятельными отраслями. В частности, семейное право, которое до 1920-х годов исследователи относили к подотрасли гражданского права, постепенно стало выделяться в самостоятельную отрасль.

## Гражданское право
Например, подотрасль обязательственного права в отрасли гражданского права объединяет институты купли-продажи, мены, дарения, аренды (имущественного найма), подряда и др.  В этой же отрасли права выделяются подотрасли:
- наследственного права
- права на интеллектуальную собственность и др.

## Уголовное, трудовоe право (и др.)
В отрасли уголовного права — подотрасль военно-уголовного права, в отрасли трудового —  обеспечения и т.д. Имеются подотрасли и в других отраслях права. Следует, однако, иметь в виду, что подотрасль права не является обязательным элементом всех отраслей права. В частности, не подразделяются на подотрасли процессуальные отрасли права.